# Taraon (stato)
Lo Stato di Taraon (noto anche come Tarahwan o Tarahuhān) fu uno stato principesco del subcontinente indiano, avente per capitale la città di Taraon.

## Storia
Lo stato di Taraon venne fondato nel 1812 attorno al forte di Taraon, che già era possedimento dei raja dello stato di Panna. Fu uno dei Chaube Jagirs.
Fu sottoposto al governo dell'Agenzia del Bundelkhand dell'Agenzia dell'India Centrale sino al 1896 quando venne trasferito all'Agenzia del Baghelkhand. Nel 1931 Taraon venne nuovamente trasferito all'Agenzia del Bundelkhand.
Lo stato di Taraon venne unito allo stato indiano per merito di Vindhya Pradesh nel 1948. L'area dell'ex stato comprendeva l'attuale distretto di Chitrakoot, nella parte sud dell'Uttar Pradesh.

### Governanti
I governanti del Sohawal utilizzarono il titolo di Chaube.

#### Chaube
- 1812 - 1840                Gaya Prasad                       (m. 1840)
- 1840 - 1856                Kamta Prasad                       (m. 1856)
- 1856 - 1872                Ram Chand                           (m. 3 marzo 1872)
- 3 marzo 1872 – 22 gennaio 1881   Interregno
- 1881 -  1895               Chhatarbhuj, ottenne il potere il 22 gennaio 1881                       (m. 1 gennaio 1895)
- 1895 - 1925                Brij Gopal, dichiarato incapace di governare nel 1911; lo stato venne amministrato in suo nome sino alla sua morte                        (m. 1925)
- 1925 - 1950                Ganga Prasad                          (m. 1954)